# Chemin de fer Biel–Täuffelen–Ins
Pour les articles homonymes, voir BTI.
Le Biel–Täuffelen–Ins, abrégé BTI est une des lignes ferroviaires qui composent les Aare Seeland mobil (ASm).

## Historique

### Chronologie
- 4 décembre 1916 : mise en service Nidau – Täuffelen – Siselen – Finsterhennen par le Seeländische Lokalbahnen (SLB, chemin de fer local du Seeland) ;
- 19 mars 1917 : ouverture Finsterhennen – Anet ;
- 21 août 1926 : mise en service Bienne (Place de la Gare) – Nidau ;
- 1er septembre 1945 : le SLB devient le Biel–Täuffelen–Ins (BTI) ;
- 1er juin 1975 : nouvel accès et nouvelle gare souterraine à Bienne ;
- 1er janvier 1999 : fusion avec effet rétroactif du BTI avec les Regionalverkehr Oberaargau (RVO, transports régionaux de la Haute-Argovie), le Solothurn–Niederbipp-Bahn (SNB, chemin de fer Soleure–Niederbipp) et les Oberaargauische Automobilkurse (OAK, courses automobiles de la Haute-Argovie) ; naissance de l'Aare Seeland mobil (ASm).

## Matériel roulant
Automotrices
- Be 4/4 523, 525 (SWS-MFO 1970, mises au rebut en novembre 2022) ;
- Be 4/4 101 (remplace la Be 4/4 524 après incendie le 5 mars 2008) ;

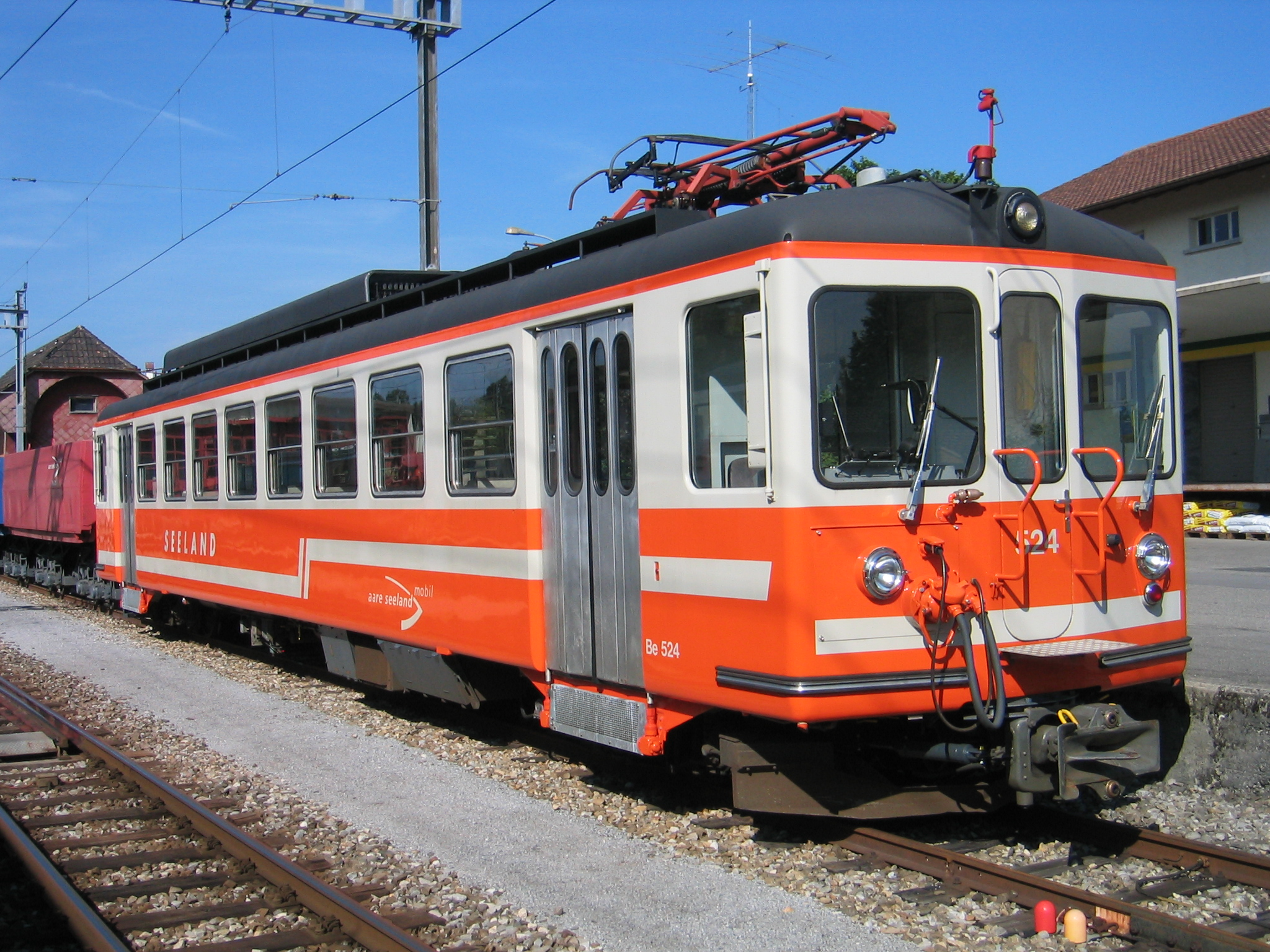
Be 4/4 524 à Täuffelen.

- Stadler GTW Be 2/6 501–507 (1997), 509–510 (2007) et 508 (uniquement bloc moteur de réserve)[1].

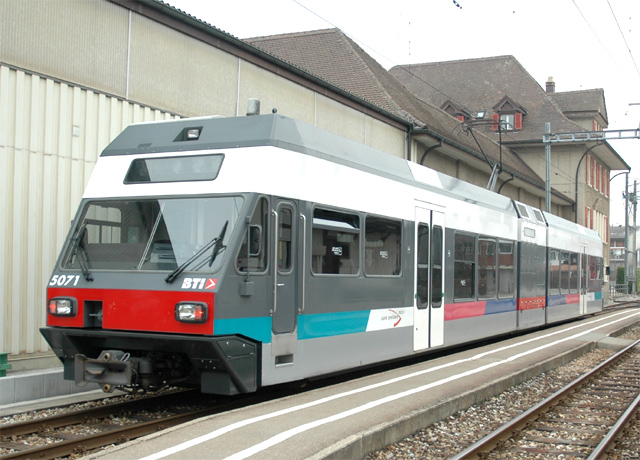
Be 2/6 507 à Täuffelen.

De 2017 à 2021, Aare Seeland mobil AG a investi près de 25 millions de francs suisses, pour la modernisation du parc de véhicules existant, dont 12 unités multiples articulées (GTW). Cette rénovation portait sur la peinture des véhicules, une nouvelle technologie d'entraînement, une modification du plancher et des sièges ainsi qu'un nouveau système d'informations aux voyageurs.